# Tramwaje w Sopocie
Tramwaje w Sopocie – nieistniejący już system komunikacji tramwajowej działający na terenie miasta Sopot, będący przed uruchomieniem Szybkiej Kolei Miejskiej w Trójmieście częścią gdańskiej sieci tramwajowej.

## Tramwaj konny
Po raz pierwszy komunikację tramwajową uruchomiono w Sopocie 1 maja 1884 roku. Był to tramwaj konny o rozstawie szyn równym 800 mm, który kursował na 2-kilometrowej trasie wzdłuż ul. 23 Marca od skrzyżowania z al. Niepodległości do skrzyżowania leśnego Wielka Gwiazda, gdzie znajdowała się restauracja o tej samej nazwie. Wadą sieci było oddalenie początkowego przystanku tramwaju od dworca kolejowego, co powodowało małe zainteresowanie pasażerów, a w efekcie nierentowność przedsięwzięcia.
Właściciel sieci usiłował przekonać władze gminy do zawiązania spółki, która zajęłaby się przedłużeniem trasy do obecnej ul. 1 Maja. Władze Sopotu nie były jednak zainteresowane, twierdząc, że po przedłużeniu trasy, tramwaj nadal będzie deficytowy.
Na przełomie XIX i XX w. Sopot rozrósł się i zyskał na znaczeniu, a właścicielowi tramwaju udało się zainteresować rozbudową sieci przedsiębiorstwo Leipziger Elektrizitatunternehmen Reitz und Co z Lipska. Planowano m.in. elektryfikację sieci i jej przedłużenie.
Ostatecznie, po analizie finansowej oraz wobec braku zgody władz miejskich na przedłużenie trasy, inwestor wycofał się. Wkrótce potem komunikacja została zawieszona i całą sieć zlikwidowano w 1906 roku.

## Tramwaj elektryczny
W czasie II wojny światowej około 60 proc. zabudowy Gdańska uległo zniszczeniu. Pobliski Sopot został zniszczony w niewielkim stopniu i zaczął pełnić funkcję zaplecza mieszkaniowego dla pracujących w Gdańsku. Tysiące osób potrzebowały codziennego transportu na tej trasie. Sieć tramwajowa w Gdańsku również została zniszczona. W ramach powojennej odbudowy wybrano odcinki do remontu i odtworzenia, a także zaplanowano nowe fragmenty. Pierwotnie nie przewidywano budowy Szybkiej Kolei Miejskiej, a przewozy z Gdańska do Gdyni miały być obsługiwane przez tramwaje i trolejbusy. Budowę rozpoczęto na początku 1946 r., a 10 listopada 1946 r. oficjalnie otwarto dwutorową linię tramwajową do Sopotu. Połączenie z gdańskimi torami znajdowało się przy skrzyżowaniu z ul. Opacką w Oliwie (zachował się zatopiony w asfalcie fragment szyny), następnie trasa biegła wzdłuż obecnej al. Grunwaldzkiej w Gdańsku i al. Niepodległości w Sopocie. Sopocką pętlę z przystankiem końcowym zlokalizowano na niewielkim wzniesieniu przy obecnej ul. Reja w Świemirowie. Długość nowej trasy wynosiła około 2,8 km i znajdowały się na niej trzy przystanki: przy ul. Czyżewskiego w Gdańsku, drugi przy budynkach ówczesnego Technikum Wychowania Fizycznego, a od 1957 Studium Nauczycielskiego Wychowania Fizycznego i końcowy. Ze względu na dużą liczbę pasażerów na trasie jeździły wyłącznie składy dwuwagonowe. Uruchomiono wówczas linię nr 7 na trasie Targ Węglowy – Wrzeszcz – Oliwa – Sopot.
Po uruchomieniu w 1952 roku linii Szybkiej Kolei Miejskiej z Gdańska do Sopotu, a rok później do Gdyni, zdecydowano o zaprzestaniu rozbudowy sieci tramwajowej w kierunku Gdyni i z powodu malejącej frekwencji stopniowym wycofaniu tramwajów z Sopotu. Ostatecznie, 1 stycznia 1961 r. skierowano do Nowego Portu linię nr 7 i zlikwidowano jednocześnie komunikację tramwajową do Sopotu. Torowisko zostało rozebrane, a na jego miejscu zbudowano jezdnię, poszerzając w kierunku zachodnim ciąg ulic al. Grunwaldzka i al. Niepodległości, zwiększając przepustowość dla samochodów.
W roku 2009 gdański ZTM przejściowo rozważał projekt budowy linii tramwajowej do Sopotu, ale projekt upadł.